# Serie C1 1995/1996
Soutěžní ročník Serie C1 1995/96 byl 18. ročník třetí nejvyšší italské fotbalové ligy. Soutěž začala 27. srpna 1995 a skončila 22. června 1996. Účastnilo se jí celkem 36 týmů rozdělené do dvou skupin po 18 klubech. Z každé skupiny postoupil vítěz přímo do druhé ligy, druhý postupující se probojoval přes play off.
Pro následující sezonu nebyly přijaty tyto kluby:
- AC Crevalcore: v minulé sezóně se umístil na 13. místě ve skupině A, kvůli finančním problémům hrál v regionální lize.
- Barletta Calcio Sport: v minulé sezóně se umístil na 13. místě ve skupině B, kvůli finančním problémům hrál v regionální lize.
- AS Siracusa: v minulé sezóně se umístil na 5. místě ve skupině B, kvůli finančním problémům hrál v regionální lize.

## Skupina A
| Poř. | Tým                            | Z  | V  | R  | P  | VG | OG | B  |
| ---- | ------------------------------ | -- | -- | -- | -- | -- | -- | -- |
| 1.   | US Ravenna                     | 34 | 20 | 8  | 6  | 53 | 30 | 68 |
| 2.   | SPAL                           | 34 | 17 | 11 | 6  | 41 | 25 | 62 |
| 3.   | Empoli FC                      | 34 | 17 | 11 | 6  | 44 | 24 | 62 |
| 4.   | Calcio Monza                   | 34 | 12 | 15 | 7  | 51 | 38 | 51 |
| 5.   | Como Calcio                    | 34 | 13 | 12 | 9  | 41 | 27 | 51 |
| 6.   | US Fiorenzuola 1922 SS         | 34 | 14 | 9  | 11 | 35 | 31 | 51 |
| 7.   | US Alessandria Calcio          | 34 | 12 | 14 | 8  | 28 | 24 | 50 |
| 8.   | AC Prato                       | 34 | 13 | 9  | 12 | 37 | 35 | 48 |
| 9.   | AC Carpi                       | 34 | 10 | 17 | 7  | 38 | 36 | 47 |
| 10.  | Carrarese Calcio 1908          | 34 | 11 | 12 | 11 | 36 | 36 | 45 |
| 11.  | Modena FC                      | 34 | 11 | 11 | 12 | 32 | 38 | 44 |
| 12.  | Montevarchi Calcio Aquila 1902 | 34 | 9  | 12 | 13 | 33 | 39 | 39 |
| 13.  | Saronno FBC                    | 34 | 8  | 14 | 12 | 34 | 38 | 38 |
| 14.  | US Brescello                   | 34 | 7  | 16 | 11 | 41 | 43 | 37 |
| 15.  | Spezia Calcio                  | 34 | 7  | 10 | 17 | 23 | 40 | 31 |
| 16.  | AC Pro Sesto                   | 34 | 6  | 13 | 15 | 28 | 47 | 31 |
| 17.  | US Massese                     | 34 | 5  | 15 | 14 | 21 | 34 | 30 |
| 18.  | Leffe Calcio                   | 34 | 3  | 13 | 18 | 27 | 58 | 22 |

Poznámky
- Z = Odehrané zápasy; V = Vítězství; R = Remízy; P = Prohry; VG = Vstřelené góly; OG = Obdržené góly; B = Body
- za výhru 3 body, za remízu 1 bod, za prohru 0 bodů.

|  | Přímý postup do Serie B 1996/97  |
|  | Play off                         |
|  | Play out                         |
|  | Přímý sestup do Serie C2 1996/97 |

### Play off
Boj o postupující místo do Serie B.

#### Semifinále
Como Calcio – SPAL 0:0, 6:3
Calcio Monza – Empoli FC 0:1, 0:1

#### Finále
Empoli FC – Como Calcio 1:0
Postup do Serie B 1996/97 vyhrál tým Empoli FC.

### Play out
Boj o udržení v Serie C1.
US Massese – US Brescello 2:1, 1:2
AC Pro Sesto – Spezia Calcio 2:2, 1:1
Sestup do Serie C2 1996/97 měli kluby US Massese a AC Pro Sesto.

## Skupina B
| Poř. | Tým                     | Z  | V  | R  | P  | VG | OG | B  |
| ---- | ----------------------- | -- | -- | -- | -- | -- | -- | -- |
| 1.   | US Lecce                | 34 | 16 | 13 | 5  | 51 | 29 | 61 |
| 2.   | Castel di Sangro Calcio | 34 | 15 | 13 | 6  | 37 | 24 | 58 |
| 3.   | US Nocerina             | 34 | 14 | 14 | 6  | 34 | 20 | 56 |
| 4.   | Ascoli Calcio 1898      | 34 | 14 | 13 | 7  | 40 | 28 | 55 |
| 5.   | SS Gualdo               | 34 | 12 | 16 | 6  | 27 | 21 | 52 |
| 6.   | AS Sora                 | 34 | 13 | 11 | 10 | 34 | 28 | 50 |
| 7.   | SS Atletico Catania     | 34 | 11 | 15 | 8  | 28 | 24 | 48 |
| 8.   | AC Siena                | 34 | 12 | 9  | 13 | 39 | 34 | 45 |
| 9.   | AS Ischia Isolaverde    | 34 | 11 | 11 | 12 | 24 | 23 | 44 |
| 10.  | Casarano Calcio         | 34 | 9  | 16 | 9  | 30 | 32 | 43 |
| 11.  | AS Lodigiani            | 34 | 9  | 16 | 9  | 32 | 37 | 43 |
| 12.  | AS Acireale             | 34 | 9  | 15 | 10 | 25 | 26 | 42 |
| 13.  | AC Savoia 1908          | 34 | 10 | 12 | 12 | 30 | 33 | 42 |
| 14.  | Trapani Calcio          | 34 | 8  | 15 | 11 | 25 | 32 | 39 |
| 15.  | SS Juventus Stabia      | 34 | 5  | 18 | 11 | 31 | 37 | 33 |
| 16.  | SS Nola                 | 34 | 5  | 14 | 15 | 16 | 36 | 29 |
| 17.  | FC Turris 1944          | 34 | 4  | 15 | 15 | 18 | 36 | 27 |
| 18.  | Chieti Calcio           | 34 | 4  | 14 | 16 | 21 | 42 | 26 |

Poznámky
- Z = Odehrané zápasy; V = Vítězství; R = Remízy; P = Prohry; VG = Vstřelené góly; OG = Obdržené góly; B = Body
- za výhru 3 body, za remízu 1 bod, za prohru 0 bodů.

|  | Přímý postup do Serie B 1996/97  |
|  | Play off                         |
|  | Play out                         |
|  | Přímý sestup do Serie C2 1996/97 |

### Play off
Boj o postupující místo do Serie B.

#### Semifinále
Ascoli Calcio 1898 – US Nocerina 1:0, 0:0
SS Gualdo – Castel di Sangro Calcio 1:0, 0:1

#### Finále
Ascoli Calcio 1898 – Castel di Sangro Calcio 0:0 (5:6 na pen.)
Postup do Serie B 1996/97 vyhrál tým Castel di Sangro Calcio.

### Play out
Boj o udržení v Serie C1.
SS Nola – SS Juventus Stabia 2:0, 0:3
FC Turris 1944 – Trapani Calcio 2:0, 0:2
Sestup do Serie C2 1996/97 měli kluby SS Nola a FC Turris 1944.